# Somewhere in Between
Pour plus de détails, voir Fiche technique et Distribution.
Somewhere in Between est un film français réalisé par Pierre Coulibeuf et sorti en 2006.

## Fiche technique
- Titre : Somewhere in Between
- Réalisation : Pierre Coulibeuf
- Scénario : Pierre Coulibeuf
- Photographie : Julien Hirsch
- Son : Michele Andina et Quentin Jacques
- Montage : Jean-Daniel Fernandez-Qundez
- Musique : Derek Bailey
- Pays d'origine :  France
- Production : Regards Productions - Hololalune Productions
- Durée : 67 minutes
- Date de sortie : France - 5 avril 2006

## Sélection
- Festival international du film de Locarno 2004[1]